# Магарамкент
Магарамкент (лезг. Мегьарамдхуьр) — село в республике Дагестан. Административный центр Магарамкентского района и сельского поселения Сельсовет Магарамкентский.

## Название
Селение получило свое название от некого Махарама, первопоселенца.

## География
Магарамкент находится на юге Дагестана, в 180 км от Махачкалы. К югу от села проходит государственная граница Российской Федерации с Азербайджанской Республикой.

### Климат
Согласно классификации климатов Кёппена, Магарамкент имеет климат, близкий к субтропическому, с тёплой, без устойчивого снежного покрова зимой и жарким, засушливым летом.
| Показатель                    | Янв. | Фев. | Март | Апр. | Май  | Июнь | Июль | Авг. | Сен. | Окт. | Нояб. | Дек. | Год  |
| ----------------------------- | ---- | ---- | ---- | ---- | ---- | ---- | ---- | ---- | ---- | ---- | ----- | ---- | ---- |
| Средний суточный максимум, °C | 4,3  | 4,1  | 7,7  | 15,1 | 20,0 | 25,2 | 28,3 | 30,9 | 23,3 | 16,9 | 11,0  | 6,5  | 16,1 |
| Средняя температура, °C       | 0,4  | 0,6  | 4,0  | 10,3 | 15,6 | 20,3 | 23,5 | 23,9 | 18,7 | 12,7 | 7,4   | 3,0  | 11,7 |
| Средний суточный минимум, °C  | −3,4 | −2,8 | 0,4  | 5,6  | 11,2 | 15,5 | 18,7 | 17,0 | 14,1 | 8,5  | 3,8   | −0,5 | 7,3  |
| Норма осадков, мм             | 27   | 32   | 33   | 39   | 46   | 30   | 29   | 30   | 46   | 59   | 40    | 35   | 446  |
| Источник:                     |      |      |      |      |      |      |      |      |      |      |       |      |      |

## История
Село образовано в начале XIX века. Одним из руководителей Кубинского восстания был наиб Хаджи-Мухаммада Шейх Махмуд Магарамкентский, стоявший во главе кюринского отряда наибов. В тот период Магарамкент занимал срединное положение между Кюринским ханством и Кубинской провинцией, не относясь к ним. С 1866 по 1928 года Магарамкент входил в Кюринский округ в составе Гюнейского наибства. Вместе с сёлами Куйсун и Тагиркент образовал Магарамкентское сельское общество. В 1886 году в Магарамкенте проживало 369 человек. В 1936 году была основана Магарамкентская СОШ № 1, а в 1964 году основана Магарамкентская СОШ № 2, бывшая тогда Начальной. В 1965 году в Магарамкент переселились жители из сёл Кансавкент, Билль-Биль и Газер, но больше всего из села Целегюн.

## Население
| 1895  | 1926  | 1939  | 1959  | 1970  | 1979  | 1989  |
| ----- | ----- | ----- | ----- | ----- | ----- | ----- |
| 312   | ↗503  | ↗716  | ↗1821 | ↗3352 | ↗3758 | ↗4327 |
| 2002  | 2010  | 2021  |       |       |       |       |
| ↗6266 | ↗6953 | ↘5756 |       |       |       |       |

## Дополнительно
- Хореографический ансамбль «Магарамкент»[17]

## Известные уроженцы
- Шейх Махмуд — военный и религиозный деятель.
- Арсен Алахвердиев — советский борец вольного стиля, серебряный призёр олимпийских игр, трёхкратный чемпион Европы, чемпион и неоднократный призёр чемпионатов СССР, Заслуженный мастер спорта СССР (1973). Заслуженный работник культуры Дагестанской АССР (1972).
- Эльдер Исмаилов — международно признанный специалист в области радиационной биофизики[18].
- Герман Ахмедов — российский лингвист и методист, специалист в области лингвистики текста, интонации, методики преподавания русского языка в национальной школе и РКИ, доктор филологических наук.
- Нажмудин Казиев — заслуженный металлург Российской федерации, обладатель медали «Ордена за заслуги перед Отечеством» 2 степени.